# سكوت شارب
سكوت شارب (بالإنجليزية: Scott Sharp)‏ مواليد 14 فبراير 1968 في كونيتيكت، هو سائق فورملا 1 أمريكي.

## سباقات شارك فيها
- لو مان 24 ساعة
- البطولة الأمريكية لسباق السيارات
- سلسلة إندي كار
- إنديانابوليس 500
- بطولة العالم للتحمل

## وصلات خارجية
- سكوت شارب على موقع Racing-Reference.info (الإنجليزية)
- سكوت شارب على موقع DriverDB.com (الإنجليزية)

- الموقع الرسمي